# General Atomics MQ-1C Grey Eagle
MQ-1C Grey Eagle — американский разведывательно-ударный БПЛА производства General Atomics.
Первый полёт состоялся в 2004 году. Состоит на вооружении Армии США. Активно применялся на территории Ирака и Афганистана.

## Тактико-технические характеристики
- Длина: 8 м
- Размах крыла: 17 м
- Высота: 2,1 м
- Максимальная взлётная масса: 1450 кг
- Силовая установка:

1 × Thielert Centurion 1,7 — однорядный 4-х цилиндровый дизельный агрегат объёмом цилиндров 1689 см³, мощностью 135 л. с. (99 кВт).

### Лётные характеристики
- Максимальная скорость: 250 км/ч
- Продолжительность полета: 30 часов
- Практический потолок: 8850 м

### Вооружение
- Узлы подвески: 4
- Ракеты: 4 × AGM-114 Hellfire, 8 × AIM-92 Stinger
- Бомбы: 4 × GBU-44/B Viper Strike[англ.]

### Авионика
- Радар: AN/ZPY-1 AN/ZPY-1 STARlite
- Оптико-электронная система AN/AAS-53[2]

## Происшествия
- 21 июля 2015 года американский MQ-1C Grey Eagle упал посреди пустыни в Ираке[3].
- 10 августа 2019 года американский беспилотник с номером 52187 упал в районе Радвания, к северу от Багдада, по неустановленной причине.
- 22 апреля 2023 года MQ-1C Grey Eagle ВВС США потерпел крушение к югу от Киркука в одноименной провинции Ирака[4][5][6][7][8].

## На вооружении
США:
- Армия США — 180 MQ-1C, по состоянию на 2022 год[9]
- Командование специальных операций США — 24 MQ-1C, по состоянию на 2022 год[9]
- ЦРУ